# Шпротава
Шпротава (пољ. Szprotawa) је град у Пољској у Војводству Лубушком у Повјату żagański. Према попису становништва из 2011. у граду је живело 12.630 становника.

## Становништво
Према прелиминарним подацима са пописа, у граду је 2011. живело 12.630 становника.
| 2002.  | 2011.  | 2012.  |
| ------ | ------ | ------ |
| 12.908 | 12.630 | 12.445 |

## Партнерски градови
- Шпремберг
- Гевелсберг